# Наша весёлая семья
«Наша весёлая семья» (яп. 我が家は楽し, вага я ва таноси; другие русские названия — «Прекрасная жизнь семьи», «Милый дом», «Дом, милый дом», «Наш счастливый дом»; англ. Home Sweet Home / Our House Is Happy) — японский чёрно-белый фильм-драма с элементами комедии, поставленный режиссёром Нобору Накамурой в 1951 году. Этот освежающе трогательный образец семейного фильма 1950-х продолжает традицию фильмов о жизни «маленьких людей» в стилистике кинокомпании «Сётику», а мастерство Накамуры дополняет превосходная работа его съёмочной группы и звёздного актёрского состава.

## Сюжет
Семья Уэмура из шести человек. У отца с матерью четверо детей. Все они живут в довольно тесной арендованной квартире в многоквартирном доме. Родители поддерживают творческие амбиции двух старших дочерей, используя все имеющиеся в их распоряжении средства, позволяющие Томоко рисовать, а Нобуко — петь в хоре. Семейство переполнено радостью, когда отца за верность компании (25 лет непрерывной службы) награждают денежным призом. Однако вскоре семье приходится узнать, что между счастьем и несчастьем существует тонкая грань. Денежный приз отца украли во время его возвращения с церемонии награждения. Томоко не надеется на признание своего творчества. Кроме того семье доведётся пережить печальное известие — им предстоит съехать с квартиры. Но признание Томоко как талантливой художницы и одна из её картин восстанавливает потерянное счастье семьи.

## В ролях
- Тисю Рю — Косаку Уэмура, глава семьи
- Исудзу Ямада — Намико, жена Косаку
- Хидэко Такаминэ — Томоко, старшая дочь Косаку и Намико
- Кэйдзи Сада — Сабуро Утияма, бойфренд Томоко
- Кэйко Киси — Нобуко, младшая дочь Косаку и Намико
- Мицуко Сакура — Каоко Фукуда, сестра Намико
- Кунинори Кодо — старик Канадзава
- Сугисаку Аояма — Ояма, художник
- Дзюндзи Масуда — Ясутаро Баба
- Рэйко Минаками — Нацуко
- Синъё Нара — босс компании, где служит Косаку Уэмура
- Кадзуко Фукуи — Мицуко
- Каору Кусуда — Тиё Коидзуми

## Премьеры
— национальная премьера фильма состоялась 21 марта 1951 года.

## Награды и номинации
Кинопремия «Голубая лента»
- 2-я церемония награждения (за 1951 год)

Выиграны:
- Премия лучшему актёру второго плана 1951 года — Тисю Рю (ex aequo — «Раннее лето» и «Жизнь прекрасна»)
- Премия за лучший сценарий — Сумиэ Танака (ex aequo — «Еда» и «Записки юности»)
- Премия за лучшую операторскую работу — Юхару Ацута (ex aequo — «Раннее лето»)

Кинопремия «Кинэма Дзюмпо» (1952)
Номинация:
- за лучший фильм 1951 года, однако по результатам голосования кинолента заняла лишь 17 место.

## Комментарии
1. ↑  Под названием «Наша весёлая семья» фильм можно найти в сети с русскими субтитрами; Под названием «Прекрасная жизнь семьи» фильм фигурирует в энциклопедическом издании «Кинословарь» в 2-х томах, М., «Советская энциклопедия», 1966—1970. Т.1. С.772. Иные русские варианты исходят от перевода английских названий в международном прокате: Home Sweet Home / Our House Is Happy.